# Oliver Lieb
 (décembre 2015).
Pour les articles homonymes, voir Lieb.
Oliver Lieb, né en 1969 à Francfort-sur-le-Main, est un artiste allemand de musique électronique.